# 左とん平
左 とん平（ひだり とんぺい、1937年〈昭和12年〉5月30日 - 2018年〈平成30年〉2月24日）は、日本の俳優、歌手、タレント。東京市王子区（現・東京都北区）出身。しまだプロダクション所属。世田谷高校卒業。

## 来歴・人物
父親は逓信省の役人で、退官後は旅館業、飲食店などを手広く経営していた。高校卒業後、進学せずにブラブラしているのを見かねた父親から、新丸子にある寿司屋の経営を任せられる。
1957年、高校の同級生だった辻しげるらと劇団を結成。その後、三木鶏郎、永六輔、いずみたくらが在籍する冗談工房に入団する。当時のマネージャーは、のちに作家となる野坂昭如だった。1957年にニッポン放送のバラエティ番組『トリロー・サンドイッチ』のメンバーになる。
芸名の由来は、本名の肥田木をもじって「左」を、名付け親の三木鶏郎の行きつけの居酒屋から「とん平」を取った。初めは「三木」を提案されたが、嫌な顔をしたために「左」となった。
1960年頃から新宿コマ劇場の舞台に出演し、1960年代後半にはザ・ドリフターズの喜劇映画の常連となる。1970年代にテレビドラマ『時間ですよ』や『寺内貫太郎一家』などでの演技が当たり、コメディリリーフを担う俳優として一躍人気者となった。
1973年に「ヘイ・ユー! ホワッチャー・ネーム?」（「Hey you! What's your name?」、トニー谷のギャグである「あなたのお名前何てぇの?」の英語版）というギャグが流行語となり、「とん平のヘイ・ユウ・ブルース」としてレコード化もされてヒットした。TBSの深夜番組『ぎんざナイトナイト』のコーナー「とん平のヘイ・ユー! インタビュー」では、銀座を歩く若い女性に「ヘイ・ユー!」と声をかけてインタビューするスタイルが話題を呼んだ。
1980年代には『楢山節考』や『居酒屋兆治』などのシリアスな映画にも立て続けに出演し、味のある名バイプレーヤーとしての地位を確立していく。
森光子や淡島千景と親交があり、「お母さん」「とんとんちゃん」と呼び合う仲だった。淡島のことは「淡島のママ」と呼んでいたという。
2017年6月に急性心筋梗塞で倒れ、長期入院を余儀なくされる。一時は快方に向かうも、翌2018年2月24日午後3時57分、心不全により東京都内の病院で死去。80歳だった。葬儀・お別れの会は、長年CMキャラクターを務めたさがみ典礼が請け負った。

### 音楽的再評価
1973年の楽曲『とん平のヘイ・ユウ・ブルース』をめぐって、スチャダラパーがデビューアルバム（1990年）でサンプリングしたのをきっかけに、同年代だけではなく若者にも評価が高まった。また、大槻ケンヂは1stソロアルバム『ONLY YOU』（1995年）の中でもカバーをしている（左とん平自身も参加）。
クラブシーンでも楽曲のファンキーなサウンドに評価が高まり、同じ1995年にシングルCD、およびアナログシングルで再発。2000年と2006年にもマキシシングルで再発されている（「東京っていい街だな」「とん平の酒びたり人生」「続・東京っていい街だな」との4曲入り）。2004年にはお笑いコンビのカンニングによってカバーされた。

## ディスコグラフィ

### シングル
- とん平のヘイ・ユウ・ブルース c/w 東京っていい街だな（1973年11月21日、トリオレコード、3A-118） - プロデューサー：ミッキー・カーチス
- とん平の酒びたり人生 c/w 続・東京っていい街だな（1974年） - プロデューサー：ミッキー・カーチス
- ブスな女 c/w 小指のワルツ（1975年）
- 秋田から来た先生 c/w 毛虫のモモちゃん（歌：前川陽子、1977年） - 阿久悠と日本コロムビア共同による子ども向けレコード企画『ぱくぱくぽけっとレコード』の中の一作。
- 人間って何だろう? c/w ごめんね（2000年）

## 出演

### 映画

#### 1960年代
- 天使が俺を追いかける（1961年、日活）
- 見上げてごらん夜の星を（1963年、松竹） - 山田
- 大日本ハッタリ伝（1965年、日活） - サビタの鉄
- 大日本チャンバラ伝（1965年、日活） - 三吉
- 大日本殺し屋伝（1965年、日活） - チヨコ
- 黒幕（1966年、松竹） - 由良京太
- クレージー大作戦（1966年、東宝） - ギャング
- 若社長大奮戦（1967年、松竹） - 赤垣肇
- 喜劇 大風呂敷（1967年、日活） - 安太郎
- ドリフターズですよ!盗って盗って盗りまくれ（1968年、東宝） - 林田
- 獄中の顔役（1968年、東映） - バリカン
- 不良番長（1968年、東映） - ニギリ松
- スクラップ集団（1968年、松竹） - トラック運転手
- 喜劇 大安旅行（1968年、松竹） - 戸川
- ドリフターズですよ!特訓特訓また特訓（1969年、東宝） - 東郷
- 愛のきずな（1969年、東宝） - 出前持
- 不良番長 送り狼（1969年、東映） - 紳士C
- ドリフターズですよ!全員突撃（1969年、東宝） - 山夫
- ザ・タイガース ハーイ!ロンドン（1969年、東宝） - 石川
- いい湯だな全員集合!!（1969年、松竹） - 千枚通しの鉄
- ミヨちゃんのためなら全員集合!!（1969年、松竹） - 石田

#### 1970年代
- 日本一のヤクザ男（1970年、東宝） - 和助
- 俺は眠たかった!!（1970年、松竹・浅井企画） - 便所を借りに来る客
- 喜劇 右むけェ左!（1970年、東宝・渡辺プロ） - 山中
- 喜劇 男は愛嬌（1970年、松竹）
- ズンドコズンドコ全員集合!!（1970年、松竹） - 黒木
- 喜劇 あゝ軍歌（1970年、松竹） - 警官
- 銭ゲバ（1970年、東宝） - 俊次郎
- 誰かさんと誰かさんが全員集合!!（1970年、松竹） - 洋服屋
- 青春大全集 愛とは何か（1970年、松竹） - 警官
- ずべ公番長 夢は夜ひらく（1970年、東映） - 綱夫
- ずべ公番長 東京流れ者（1970年、東映） - 綱夫
- 喜劇 三億円大作戦（1971年、東宝） - 平助
- ずべ公番長 はまぐれ数え唄（1971年、東映） - 綱夫
- ずべ公番長 ざんげの値打もない（1971年、東映） - 綱夫
- セックス喜劇 鼻血ブー（1971年、東映） - 主演・早田勇
- ツンツン節だよ全員集合!!（1971年、松竹） - 熊井豹太
- 女番長ブルース 牝蜂の逆襲（1971年、東映） - 松永
- ポルノの帝王（1971年、東映） - 税関の職員
- 起きて転んでまた起きて（1971年、東宝） - 洋平
- 狼やくざ 殺しは俺がやる（1972年、東映） - バーテン
- 喜劇 誘惑旅行（1972年、松竹） - 車中の紳士
- 喜劇 ここから始まる物語（1973年、松竹・渡辺プロ） - 野球選手
- 喜劇 男の泣きどころ（1973年、松竹） - チョンボ
- チョットだけョ全員集合!!（1973年、松竹） - 小原庄一
- 喜劇 黄綬褒章（1973年、東宝） - 川松弘
- 恋は放課後（1973年、松竹） - 兄貴分
- しあわせの一番星（1974年、松竹） - 橋田圭太
- 吾輩は猫である（1975年、東宝） - 多々良三平
- 愉快な極道（1976年、東映） - 亀井政吉
- 喜劇 百点満点（1976年、東宝） - 岡山
- トラック野郎・男一匹桃次郎（1977年、東映） - 花山電吉（花電車）
- ピーマン80（1979年、東宝） - 上司

#### 1980年代
- 動乱（1980年、東映） - 朴烈全
- ふしぎな國・日本（1983年、松竹） - 銀次
- 楢山節考（1983年、東映） - 利助
- 居酒屋兆治（1983年、東宝） - 神谷久太郎
- アニメちゃん（1984年） - 大金
- 櫂（1985年、東映） - 庄
- 生きてるうちが花なのよ死んだらそれまでよ党宣言（1985年、ATG） - 大内
- 植村直己物語（1986年、毎日放送・電通） - 野崎誠治
- 吉原炎上（1987年、東映） - 由松
- 孔雀王（1988年、東宝東和） - 佐藤
- はぐれ刑事純情派（1989年、東映） - 運送店事務員

#### 1990年代
- 仔鹿物語（1991年） - 駐在さん
- ペンタの空（1991年、東宝） - 中平宗一
- さよならニッポン! GOOD-BYE JAPAN（1995年、シネカノン）
- GONIN2（1996年、松竹） - 野崎
- 良寛（1997年、日本ヘラルド映画）
- 新サラリーマン専科（1997年、松竹） - 寺内公平
- 大安に仏滅!?（1998年、東映） - 岡本英二
- 安藤組外伝 群狼の系譜（1998年、日本スカイウェイ） - 田所
- 安藤組外伝 群狼の系譜2（1998年、日本スカイウェイ） - 田所
- 平成金融道 裁き人（1999年、東映ビデオ）

#### 2000年代
- 週刊バビロン（2000年、東映） - 米田
- 今昔伝奇 剣地獄 CHANG・BALLA（2002年、グルーヴコーポレーション） - 家老
- 劇場版 ナニワ金融道 灰原勝負! 起死回生のおとしまえ!!（2005年、アートポート） - チュー
- 晴れたらポップなボクの生活（2006年、スローラーナー） - 軍司

#### 2010年代
- 青木ヶ原（2013年、アークエンタテインメント） - トミさん
- オケ老人!（2016年、ファントム・フィルム） - 及川さん

### テレビドラマ

#### 1960年代
- 009!!大あばれ、とんま天狗（1965年 - 1966年、よみうりテレビ） - マンジロー
- オットいただき（1966年、NET） - 半五郎
- 忍者ハットリくん 第1話「ハットリくん来たる」（1966年、NET） - トラックの運転手
- コメットさん（1967年、TBS）
- 窓からコンチワ（1967年、TBS） - 珍
- S・Hは恋のイニシァル（1968年、TBS）
- 意地悪ばあさん 第58話「ああ大芸術家の巻」（1968年、よみうりテレビ）
- 五番目の刑事 第1話「真昼のアスファルト」（1969年、NET） - ドンガメ
- 右門捕物帖（1969年 - 1970年、日本テレビ） - 伝六

#### 1970年代
- 時間ですよ（1970年、1971年 - 1972年、1973年、TBS） - 浅太郎
- 隼人が来る（1972年、フジテレビ） - 河童の喜八
- 木枯し紋次郎 第12話「木枯しの音に消えた」（1972年、フジテレビ）
- シークレット部隊 第8話「二人の妻を持つ男」（1972年、TBS） - 竹中ヒロシ
- 忍法かげろう斬り 第14話「ぎやまん地獄の美女」（1972年、関西テレビ） - 仙吉
- 眠狂四郎 第14話「円月 初春に舞う」（1973年、関西テレビ）
- 長谷川伸シリーズ 第14話「江戸の花和尚」（1973年、NET） - 赤猫の三次
- 非情のライセンス（NET / テレビ朝日）
  - 第1シリーズ（1973年 - 1974年） - 竜巻太郎
  - 第2シリーズ（1974年 - 1976年） - 右田刑事
- 若さま侍捕物手帖 第16話「江戸は恋風つむじ風」（1973年、関西テレビ） - 芳太郎
- ご存知遠山の金さん 第40話「江戸一番の男伊達」（1974年、NET） - 助六
- 寺内貫太郎一家（1974年、TBS） - 榊原為光（タメさん）
- 時間ですよ 昭和元年（1974年 - 1975年、TBS） - 浅太郎
- 寺内貫太郎一家2（1975年、TBS） - 榊原為光（タメさん）
- ばあちゃんの星（1975年、TBS）
- 花吹雪はしご一家（1975年 - 1976年、TBS） - 金一
- あかんたれ（1976年、東海テレビ）
- 気まぐれ天使 第17話「げに恐ろしきは……」（1977年、日本テレビ） - 整体師
- ムー（1977年、TBS） - 野口五郎
- 同心部屋御用帳 江戸の旋風（第3シリーズ）6話「牢入り志願」（1977年、フジテレビ）
- 特捜最前線 第9話「絶唱! 愛と転落の女」（1977年、テレビ朝日）
- 野望（1977年 - 1978年、テレビ朝日） - 黒井
- 伝七捕物帳 第160話「大江戸裏町出世双六」（1977年、日本テレビ） - 政五郎
- 新五捕物帳 第19話「あさき夢みし 江戸の春」（1978年、日本テレビ） - 平助
- 人間の証明 第2話（1978年、毎日放送） - タクシー運転手
- 江戸の渦潮（1978年、フジテレビ） - 金六
- ムー一族（1978年 - 1979年、TBS） - 野口五郎
- おはなちゃん繁昌記（1978年 - 1979年、テレビ朝日） - 三代目一心太助
- 熱愛一家・LOVE（1979年、TBS） - 信夫中
- 江戸の激斗（1979年、フジテレビ） - 堺金吾
- 雲霧仁左衛門 第4話「七化けお千代づくし」・第5話「松屋襲撃」（1979年、関西テレビ） - 山猫の三次
- 江戸の牙 第1話「炎上! 赤馬を斬れ」（1979年、テレビ朝日） - 八百屋
- 手錠をかけろ! 第1話「ペンフレンド狙撃事件 -函館-」（1979年、フジテレビ）
- 西遊記II（1979年 - 1980年、日本テレビ） - 猪八戒

#### 1980年代
- 長七郎天下ご免!（1980年、テレビ朝日）第18話「大江戸一の与太役人」 - 糸魚川豆蔵
- 新・江戸の旋風 第15話「夫婦団子」（1980年、フジテレビ） - 八五郎
- 非情のライセンス（第3シリーズ/1980年/ テレビ朝日） - 浦川刑事
- 噂の刑事トミーとマツ 第36話「トミマツのダンシングオールナイト」（1980年、TBS） - 園山孫七
- なぜか初恋・南風（1980年、TBS） - 六郎
- 桃太郎侍 第247話「渡世の意地通します」（1981年、日本テレビ）
- 振り袖御免 江戸芙蓉堂医館（1981年、フジテレビ / 東宝） - 音松
- 俺はご先祖さま（1981年 - 1982年、日本テレビ） - 田村勇造
- 大江戸捜査網 第514話「女隠密 春香の恋」（1981年、テレビ東京） - 蝶吉
- 同心暁蘭之介 第28話「俺は生き証人」（1982年、フジテレビ）
- はらぺこ同志（1982年、TBS） - 若林安男
- 女7人あつまれば（1982年 - 1983年、TBS） - 渡辺兵助
- 沖田総司 華麗なる暗殺者（1982年、フジテレビ） - 茂八
- 太陽にほえろ!（日本テレビ）
  - 第541話「からくり」（1983年） - 根岸五郎
  - 第705話「一億五千万円」（1986年） - 風間健一
- 激愛・三月までの…（1984年、TBS） - 香坂淳三
- シンデレラの財布（1984年、TBS） - 落合一
- 暴れ九庵 第1話「死んでも生きる!」（1984年、関西テレビ / 東宝） - 喜作
- 大岡越前 第8部 第12話「情は人の為ならず」（1984年10月8日、TBS / C.A.L） - 佐八
- 水戸黄門 第15部 第18話「無念晴らした槍の仇討ち -福山-」（1985年5月27日、TBS / C.A.L） - 佐五平
- のン姉ちゃん・200W（1985年、日本テレビ） ‐ 小山仁海
- 迷宮課刑事おみやさん 第3話「15年前愛妻を殺されてゲイに変身した夫が今日…!」（1985年8月16日、朝日放送） - ママ
- 超少女! はるひワンダー愛（1986年、フジテレビ）
- 中部日本放送創立35周年記念番組 元禄サラリーマン考〜朝日文左衛門の日記（1986年3月9日、CBC） - 若尾政右衛門
- 銭形平次（1987年、日本テレビ） - 三輪の万七
- オレの妹急上昇（1987年 - 1988年、フジテレビ） - 桜河内岩之介
- 火曜サスペンス劇場（日本テレビ）
  - 日本テレビ開局35周年特別企画 「花園の迷宮」（1988年3月、東映） - 金次
  - 女弁護士・高林鮎子5（1989年） - 鳥塚刑事部長
  - 監察医・室生亜季子7 - 37（1989年 - 2007年） - 浜田五郎
  - 容疑者（2005年2月22日、東映） - 斉賀刑事
- CAT'S EYE キャッツ・アイ ミッドナイトは恋のアバンチュール（1988年、日本テレビ） - 美術館館長
- 月曜・女のサスペンス「笛吹けば人が死ぬ」（1989年4月、テレビ東京）
- 長七郎江戸日記 第2シリーズ 第54話「瓦版かっぱ騒動」（1989年、日本テレビ / ユニオン映画） - 与次郎
- さよなら李香蘭（1989年、フジテレビ） - 警らの警官
- はぐれ刑事純情派 第2シリーズ 第4話「狙われた幼女」（1989年、テレビ朝日） - 西村亨

#### 1990年代
- お江戸捕物日記 照姫七変化（1990年、フジテレビ） - 繁三
- 裸の大将放浪記 第41話「遠い国ニッポン」（1990年7月8日、関西テレビ / 東阪企画）
- 風流太平記 「密命」（1990年、日本テレビ / ユニオン映画） - 虎造
- 鬼平犯科帳 第2シリーズ 第3話「白い粉」（1990年、フジテレビ / 松竹） - 勘助
- 月曜・女のサスペンス / 文豪シリーズ「香港-東京・復讐の誓い」（1990年、テレビ東京） - 柴田警部
- ああ相続（1991年、TBS）
- 実録犯罪史シリーズ 金（キム）の戦争（1991年、フジテレビ）
- 忠臣蔵 風の巻・雲の巻（1991年12月13日、フジテレビ） - 文吉
- 水戸黄門（TBS / C.A.L）
  - 第20部 第42話「怪盗天神林の光右衛門 -盛岡-」（1991年） - 勘太
  - 第22部 第34話「大黒様を笑わせた男 -日光-」（1994年） - 左甚五郎
  - 水戸黄門外伝 かげろう忍法帖 （1995年） - 卍の弥太平
- 大岡越前 第12部 - 第15部（1991 - 1999年、TBS / C.A.L） - 丁の目の半次
- 土曜ワイド劇場 （テレビ朝日）
  - 女弁護士 朝吹里矢子12（1991年） - 鍋島平吉
  - 温泉若おかみの殺人推理2（1995年） - 目黒刑事
  - 復讐法廷（1997年） - 塚本吾一
- 月曜ドラマスペシャル（TBS）
  - おやじのヒゲシリーズ（1990年 - 1996年） - 熊田常吉
  - 忠治旅日記 （1992年） - 辰吉
  - 精神外科医シリーズ（1992年 - 1993年）
  - かあさんはドンシリーズ（1992年 - 1993年）
  - 松本清張特別企画・聞かなかった場所（1997年） - 木戸明治
  - 浅見光彦シリーズ9 天河伝説殺人事件（1997年） - 瀬田刑事
- はぐれ刑事純情派（テレビ朝日）
  - 第4シリーズ 第1話SP「帰ってきた娘の婚約者 安浦刑事の旧友が殺人!?」（1991年）
  - 第5シリーズ 第18話「盗聴器を仕掛けた女 ガテンギャルの犯罪」（1992年） ‐ 吉岡一博
  - 第6シリーズ 第1話「ハワイ女3人卒業旅行 東京〜ホノルル・産婦人科女医の犯罪!?」（1993年） ‐ 龍太郎・ニコル（刑事）
  - 第7シリーズ 第19話「親切泥棒？若い女房を持つ男」（1994年） ‐ 宮田亀吉
  - 第9シリーズ 第25話「冤罪!? 多重人格者の妻! 辞表を出した安浦刑事」（1996年）
  - 1999年スペシャル「安浦刑事、九州天草へ飛ぶ！6000万円横領事件に引き裂かれた夫婦愛!? 美しい島の花嫁…」（1999年） ‐ 砂岡四郎
- プレイガール92 / 黒真珠殺人事件（1992年、テレビ東京）
- 運命峠（1993年、フジテレビ）
- サスペンス・魔 / 迷い道（1993年、関西テレビ）
- 江戸を斬るVIII（1994年、TBS） - 半の目の丁助
- 銭形平次 第4シリーズ 第8話「百鬼夜行」（1994年、フジテレビ） - 乙造
- 炎の奉行 大岡越前守（1997年、テレビ東京） - 三郎兵衛

#### 2000年代
- はぐれ刑事純情派（テレビ朝日）
  - 第13シリーズ 第2話「未練のラーメン!? 別れた妻へのプロポーズ!」（2000年） ‐ 杉田正三
  - 第15シリーズ 第8話「1円玉強盗!? 宅配便で送られた妻!」（2002年） ‐ 蒲田清一
  - 2005年スペシャル「東京-九州唐津、玄界灘に消えた男と女デパ地下グルメ完全犯罪を暴け!」（2005年） - 大野辰平
  - 2007年スペシャル「20周年記念スペシャル 帰ってきた安浦刑事 命をかけた大捜査 さらば刑事たち」（2007年） - 松尾庄吉
- 剣客商売 第3シリーズ 第2話「鬼熊酒屋」（2001年、フジテレビ / 松竹） - 与吉
- 土曜ワイド劇場 （テレビ朝日）
  - おばはん刑事!流石姫子6（2001年） - 草間伸幸
  - 事件10（2003年） - 工藤辰雄
  - 終着駅シリーズ 壁の目（2003年） - 向山刑事
- 時代劇ロマン / 柳橋慕情（2000年、NHK総合） - 重吉
- 女と愛とミステリー 「保険調査員・蒲田吟子3」（2002年、テレビ東京） - 柏木寛司
- 金曜時代劇 / ゆうれい、貸します〜お染・恋の七変化〜（2003年、NHK総合） - 平作
- こちら本池上署（2004年、TBS） - 安田寅吉
- 女と男と物語III 第10話「ぷろぽーず」（2005年、朝日放送） - 和田芳雄
- ナショナル劇場50周年記念特別企画「大岡越前」2時間スペシャル（2006年3月20日） - 丁の目の半次
- 新・桃太郎侍（2006年、テレビ朝日） - 伊之助
- 逃亡者 おりん（2006年 - 2007年、テレビ東京） - 宇吉
- 水戸黄門（TBS）
  - 第31部 第20話「仕組まれた雛まつり -三次-」（2003年3月10日） - 徳次郎
  - 第37部 第2話「赤城の山はカカア天下 -前橋-」（2007年4月16日） - 喜作
  - 第41部 第9話「女意気地とニブイ奴 -新宮-」（2010年6月7日） - 塚原信吾
- 刺客請負人 第2シリーズ 第4話「吉原悲恋」（2008年、テレビ東京）
- ゴンゾウ 伝説の刑事 第5話「幻の拳銃」（2008年、テレビ朝日） - 津田栄一郎
- 愛の劇場40周年記念番組 / ラブレター（2008年11月 - 2009年2月、TBS） - 兼松英治
- 渡る世間は鬼ばかり 第9シリーズ 第39話（2009年1月15日、TBS） - 熊田常吉
- サムスンスペシャル / 伝えたい!僕らの夢 聴導犬が教えてくれたチカラ〜あすなろ学校の物語〜（2009年7月20日、TBS） - 名倉老人（特別出演）

#### 2010年代
- 月曜ゴールデン / おんな風来マジシャン・マリコの殺人事件簿（2010年2月8日、TBS） - デビッド花岡
- 新春ワイド時代劇 / 戦国疾風伝 二人の軍師 秀吉に天下を獲らせた男たち（2011年1月2日、テレビ東京） - 井上九郎右衛門
- 鬼平外伝 夜兎の角右衛門（2011年1月3日、スカパー!・時代劇専門チャンネル） - 藤蔵
- 浅見光彦シリーズ40 棄霊島（2011年5月6日-7日、フジテレビ） - 後口能成
- 水曜ミステリー9 （テレビ東京）
  - 「鑑識特捜班・九条礼子〜骨を知る女〜」（2012年2月22日） - 佐伯治
  - 「さすらい署長 風間昭平」（第9作・第10作・第12作・第13作）（2012年3月7日 - 2017年5月3日） - 阪本一平
- スペシャルドラマ / 必殺仕事人2013（2013年2月17日、朝日放送） - 辰巳屋又右衛門
- 大岡越前 第2話「叱られた将軍様」（2013年4月6日、NHK BSプレミアム） - 彦兵ヱ
- Dr.DMAT（2014年、TBS） - 八雲雷蔵
- 金曜プレステージ / 剣客商売〜鬼熊酒屋〜（2014年8月8日、フジテレビ） - 亀助
- 金曜プレミアム / 鬼平犯科帳スペシャル 浅草・御厩河岸（2015年12月18日、フジテレビ） - 卯三郎
- 子連れ信兵衛（NHK BSプレミアム） - 重助
  - 子連れ信兵衛（2015年）
  - 子連れ信兵衛2（2016年）
- 連続ドラマW / メガバンク最終決戦（2016年2月 - 3月、WOWOW） - 浜口
- “くたばれ”坊っちゃん（2016年6月22日、NHK BSプレミアム） - 野だいこ
- おかしな刑事15（2017年） ‐ 松島忠之
- 松本清張 没後25年特別企画 「誤差」（2017年） ‐ 古賀敏文 ※遺作

### バラエティ番組
- ヤマハタイム（1959年、フジテレビ）
- ニッケミュージカルデザイン（1959年、NET）
- ぎんざナイトナイト（TBS）
- ドリフ大爆笑（1978年、フジテレビ）

### テレビ人形劇
- ひょっこりひょうたん島（NHK総合） - ボスケット王 / グッバイ・ジョウ
- 飛べ!孫悟空（TBS）

### オリジナルビデオ
- フローズンナイト〜凍てつく真夏の夜〜 世にも不思議なオムニバス（1989年、ポニーキャニオン）
- 闇ゴルファー2 黄金のパター（1995年、徳間ジャパンコミュニケーションズ）

### ラジオ
- トリロー・サンドイッチ（1957年 - 1961年、ニッポン放送）
- 歌謡大行進（1974年4月 - 1975年9月、文化放送） - 朝丘雪路と共演

### 舞台
- 喜劇 売らいでか!（1968年 - 2014年、全国公演） - 山内杉雄
- 東海林太郎物語・歌こそ我が命（1983年、新橋演舞場）
- 夢千代日記（1987年、芸術座）
- 人生は、ガタゴト列車に乗って……（1989年、芸術座）
- 虹を渡るぺてん師（1989年、東京宝塚劇場）
- 佐渡島他吉の生涯（1990年、東京宝塚劇場） - 橘玉堂
- TOP HAT（1992年、博品館劇場）
- 珍説 大忠臣蔵（1993年、明治座）
- 花のお江戸のかぐや姫 我楽苦多一座奮戦記（1994年、明治座）
- 銭形平次 夕立のあとに（1995年、明治座）
- いまが女ざかり（1997年、芸術座） - 潮田耕三
- 弥次喜多忠臣蔵道中記（1999年、新宿コマ劇場）
- 泣き笑いの天使たち（2001年、新宿コマ劇場） - 桜竜次郎
- 口八丁手八丁（2003年、帝国劇場）
- 喜劇 極楽町一丁目 嫁姑地獄篇（2004年、芸術座）
- 喝采〜愛のボレロ〜（2004年、帝国劇場） - 佐伯五郎
- 弧愁の岸（2004年、御園座） - 伊集院十蔵
- 黒革の手帖（2006年・2009年、明治座） - 橋田常雄
- 星屑の町〜新宿歌舞伎町篇〜（2008年、新宿コマ劇場） - 柴拓次
- ミュージカル 天切り松〜人情闇がたり〜（2008年、アトリエフォンテーヌ） - 主演・村田松蔵
- 三丁目の夕日（2008年、明治座） - 柴口錬太郎（シバレン）
- Mr.レディ Mr.マダム（2009年、シアターアプル） - 主演・ジョルジュ
- 棟方志功物語（2011年、明治座）
- 歳末明治座 る・フェア 年末だよ!みんな集合!!（2013年12月21日 - 24日、明治座） - 藤原秀衡

### CM
- 味の素「マヨネーズ」（1974年）
- ゼネラル「ミンミン」（エアコン、1976年）
- ゼネラル「レッド63」（カラーテレビ）
- サンヨー食品「サッポロ一番」「みちのくラーメン」（1994年）
- ヤマダイ「ニュータッチ」
- 象印マホービン「エアーポット・押すだけ」 - 栗原小巻と共演
- アルファクラブ「さがみ典礼」（ - 2017年）
- セレマ
- 眞露「王様編」「裸の王様編」（1998年） - 唄